# Os Vídeos Mais Idiotas do Mundo
truTV Presents: World's Dumbest... (Os Vídeos Mais Idiotas do Mundo no Brasil) é um programa de televisão exibido pela canal truTV de 2008 a 2014. Trata-se de uma contagem regressiva semanal que lança um olhar cômico sobre vinte vídeos capturados por câmeras de segurança, policia, ou celulares, com teor humorístico. Diversos comediantes e celebridades comentam os vídeos de forma hilária, deixando os vídeos ainda mais engraçados. 
No Brasil, o programa é transmitido pela TBS, que exibe reprises.